# Red Dead Redemption 2
A Red Dead Redemption 2 egy 2018-as akció-kalandjáték, amelyet a Rockstar Games fejlesztett és adott ki kezdetben PlayStation 4 és Xbox One konzolokra. A 2010-es Red Dead Redemption előzménye, és a Red Dead sorozat harmadik tagja. A történet az 1899-es Egyesült Államokban játszódik. A történet főhőse Arthur Morgan, az ő szemszögén keresztül követjük nyomon a Van der Linde banda sorsát, akinek a Vadnyugat hanyatlásával kell szembenézniük, miközben a kormányerők, rivális bandák állnak útjukba. A játék 2019. november 5-én jelent meg Windowsra, november 19-én pedig Stadiára.

## Játékmenet
A Red Dead Redemption 2 egy Western témájú akció-kalandjáték. A játék a 2010-es elődjével ellentétben már nemcsak TPS-ben játszható, hanem FPS-ben is. A játék egyjátékos és többjátékos módot is tartalmaz, utóbbit Red Dead Online néven adták ki. A történet nagy részében a játékos Arthur Morgant, a Van der Linde banda egyik bandatagját irányítja, miközben küldetéseket teljesít – ezek meghatározott célokat követő, lineáris feladatok, amelyek előreviszik a történetet. A küldetéseken kívül a játékos szabadon bejárhatja az interaktív világot. A Red Dead Redemption 2 világa változatos tájakat tartalmaz, ahol időnként utazók, banditák és vadon élő állatok tűnnek fel, valamint a vidéki tanyáktól a kisvárosokon át a nagyobb településekig terjedő városi környezetek is megtalálhatók. Az előző játékhoz hasonlóan itt is nagy szerepe van a lovaknak. Ezek az állatok jelentik a fő közlekedési módot, és különböző fajtáik eltérő tulajdonságokkal rendelkeznek. A játékos ellophat lovakat, vagy be is törheti a vadon élő jószágokat, hogy használhassa őket. Egy ló birtoklásához nyeregbe kell helyezni vagy istállóba kell tenni. A ló ismételt használata kötődési folyamatot indít el, amelyet tovább erősít ha a játékos foglalkozik az állattal (pl. simogatással, tisztítással vagy etetéssel). Ahogy a játékos egyre szorosabb kapcsolatot alakít ki a lovával, különböző előnyöket szerez lovaglás közben. A játékos postakocsikkal és vonatokkal is utazhat. Emellett eltérítheti ezeket, és kifoszthatja a rakományt vagy az utasokat. A játékos véletlenszerű események szemtanúja lehet, vagy aktívan részt is vehet bennük, például rajtaütésekben, bűncselekményekben, segélykérésekben, lovas üldözésekben, nyilvános kivégzésekben és állattámadásokban. Ha a játékos úgy dönt, hogy másokon segít, jutalomban részesülhet, de előfordulhat, hogy az NPC-k átverik őt. A játékos melléktevékenységekben is részt vehet, például feladatokat végezhet társakkal és idegenekkel, párbajozhat, fejvadászként dolgozhat, gyűjthető tárgyakat, például sziklarajzokat kereshet, valamint különféle szerencsejátékokat játszhat, mint a póker, blackjack, dominó és five finger fillet. Az állatok vadászata élelmet, bevételt és alapanyagokat biztosít tárgyak készítéséhez. A fegyverválasztás és a lövés elhelyezése befolyásolja a hús és a prém minőségét és értékét. A zsákmányt meg lehet nyúzni, vagy egészben elszállítani, azonban idővel rothadásnak indul, csökkentve az értékét és ragadozókat vonzva magához. A történet egyes pillanatai lehetőséget adnak arra, hogy a játékos elfogadjon vagy visszautasítson további küldetéseket, és a választásai enyhén befolyásolják a cselekményt. Különböző párbeszédeket választhat NPC-kkel, például barátságos vagy sértő módon. A Honor rendszer méri, hogyan értékelik a játékos cselekedeteit: az erkölcsileg pozitív döntések és tettek, mint például idegenek segítése, a törvény betartása vagy ellenfelek kímélése párbajban, növelik a Honort, míg a negatív tettek, mint a lopás és ártatlanok bántalmazása csökkentik azt. A health és stamina csíkok mellett a játékosnak van egy core-ja is, amely befolyásolja az egészség és a stamina regenerálódásának sebességét. A fagyás vagy túlhevülés gyorsan lemeríti a core-okat, de megfelelő öltözködéssel ez elkerülhető. A játékos súlya attól függően változik, hogy mennyit eszik: egy soványabb karakter kevesebb életerővel, de több staminával rendelkezik, míg egy túlsúlyos karakter jobban bírja a sérüléseket, de kevesebb staminája van. Az étkezés és az alvás visszaállítja a core-okat. A játékos fürdőzhet, hogy tisztán tartsa magát, és fodrásznál is megfordulhat, hogy frizurát változtasson; a haj és az arcszörzet valósághűen nő idővel. Amikor a játékos bűncselekményt követ el, a tanúk értesítik a hatóságokat; a játékos megállíthatja őket, hogy elkerülje a következményeket. Ha a játékost elkapják, vérdíjat tűznek a fejére; ahogy egyre több bűncselekményt követ el, a vérdíj egyre magasabb lesz, és több rendőr fogja üldözni, hogy levadássza őt. Ha sikerül elmenekülnie, fejvadászok váratlanul rajtaüthetnek a játékoson. Miután elég bűntettet elkövetett, az Egyesült Államok marsalljai is elérhetik a játékost. A rendfenntartókat elkerülve a játékos kiszabadulhat, ha elhagyja a környéket, elbújik a törvény elől, vagy megöli rendfenntartókat. Ha a rendőrök elkapják, a játékos megadhatja magát, ha nincs nála fegyver. A vérdíjat vagy pénzben, vagy börtönbüntetéssel lehet törleszteni.

### Harcrendszer
A játékos harcba szállhat ellenfelekkel ökölharccal, lőfegyverekkel, íjjal és nyíllal, dobófegyverekkel vagy dinamit használatával, és akár két fegyvert is forgathat egyszerre.  A fegyverek karbantartása szükséges a teljesítményük megőrzéséhez. Egy adott típusú fegyver gyakori használata javítja a tartását, csökkenti a visszarúgást, és növeli a töltési sebességet. A játékos fedezékbe húzódhat, lőhet fejét a fedezék mögött tartva, és célba vehet egy embert vagy állatot. Az egyes testrészek célzott támadása lehetővé teszi a célpontok legyőzését anélkül, hogy megölnék őket. A fegyverek között megtalálhatók pisztolyok, revolverek, ismétlőfegyverek, puskák, sörétesesek, íjak, robbanóanyagok, lasszók, Gatling-géppuska és közelharci fegyverek, mint a kések és tomahawkok. Az előző játékhoz hasonlóan itt is fontos szerepe van a a Dead Eye képességnek. A játékos a képesség aktiválásával lelassíthatja az időt, miközben célpontokat jelöl meg. A célzási szekvencia végén egy pillanat alatt minden megjelölt helyre elkezd tüzelni. A Dead Eye rendszer fokozatosan fejlődik.

## Cselekmény
|  | Alább a cselekmény részletei következnek! |

1899-ben egy rosszul sikerült rablás után a Van der Linde banda kénytelen elhagyni jelentős pénzkészletét, és elmenekülni Blackwaterból. Itt csatlakozik a játékos a történetbe, Arthur Morgant (Roger Clark) irányítva. A banda rájön, hogy a civilizáció előrehaladása véget vet a banditák idejének, így úgy döntenek, hogy elegendő pénzt kell szerezniük ahhoz, hogy elmeneküljenek a törvény elől és visszavonulhassanak. Ellopnak egy vonatot Cornwalltól, aki emiatt Pinkerton ügynököket bérel fel, hogy elfogják a banda tagjait. A banda különböző munkákat végez, hogy pénzt szerezzen, miközben Dutch folyamatosan azt ígéri, hogy a következő rablás lesz az utolsó. Miután egy tűzharcba keverednek Cornwall embereivel Valentine-ban, a banda Lemoyne-ba költözik, ahol egyszerre dolgoznak a Gray és a Braithwaite családoknak, hogy egymás ellen fordítsák őket. Azonban a családok átverik a bandát: a Gray család megöli a banda egyik tagját, Sean-t, egy rajtaütés során Rhodes-ban, míg a Braithwaitek elrabolják és eladják John Marston fiát, Jack-et Angelo Bronte-nak. A banda visszavág, és elpusztítja mindkét családot, mielőtt visszaszerzi Jack-et Bronte-tól, aki munkát ígér, de végül átveri őket. A banda emiatt elrabolja Brontet és Dutch egy aligátornak dobja az olasz maffiafőnököt, ami megdöbbenti Arthurt. A banda kirabolja a Saint Denis-i bankot, de a Pinkertonok közbeavatkoznak, megölve a banda két tagját, Hoseát és Lennyt, és letartóztatják Johnt. Dutch, Arthur, Bill, Javier és Micah egy Kuba felé tartó hajóval menekülnek el a városból. Egy hatalmas vihar viszont elsüllyeszti a hajót, és a férfiak egy szigetre, Guarmára vetődnek, ahol belekeverednek egy háborúba a zsarnoki cukornádültetvényes, Fussar és az őt rabszolgaként dolgoztató helyi lakosság között. Miután segítenek a forradalmároknak megölni Fusst, a csoport biztosít egy hajót vissza az Egyesült Államokba. Miután visszatérnek az USA-ba és újra összeállnak a banda többi tagjával, hamarosan a Pinkertonok támadása éri őket, de sikerül visszaverniük a támadókat. Dutch, aki paranoid módon azt gyanítja, hogy egy banda tagja informátorként dolgozik, megszállottá válik az utolsó rablás gondolatától. Kétségbe vonja Arthur hűségét, miután az korábban kiszabadítja Johnt a börtönből a tervezettnél hamarabb, és Micah-t nevezi ki a legfőbb helyettesének Arthur helyett. Arthur egyre inkább aggódik, hogy Dutch már nem az a személy, akit ismert, mivel elzárkózik, elhagyja az elveit és megöli Cornwallt. Miután főhősnél tuberkulózist diagnosztizálnak, Arthur elgondolkodik tettein, és azon, hogyan védhetné meg a bandát. Úgy dönt, hogy azt mondja Johnnak, hogy szökjön el Abigail-lel és Jack-kel, és nyíltan szembeszáll Dutch-csal, amikor az kihasználja a helyi indiánokat. Több banda tag elfordul és elhagyja a csapatot, míg Dutch és Micah egy utolsó rablást szerveznek egy katonai vonat ellen. Arthur hite végleg elveszik Dutch iránt, amikor Dutch ott hagyja őt a katonaságnak, John-t pedig az utolsó vonat rablásánál a sínek mellett, és visszautasítja, hogy megmentse az elrabolt Abigailt. Arthur és Sadie kiszabadítják Abigailt Miltontól, aki Micah-t nevezi meg a Pinkertonok informátoraként, majd Abigal megöli Miltont. Arthur visszatér a táborba, és nyíltan megvádolja Micah-t árulással. Közben visszatér John, aki számonkéri Dutch-ot, hogy miért hagyta ott a sínek mellett, és Arthur oldalára áll. Dutch, Bill, Javier és Micah ellenük fordulnak, de az összecsapás abbamarad, amikor a Pinkertonok ismét rajtaütnek a bandán. A játékos dönthet, hogy segíti John menekülését a Pinkertonok elterelésével, vagy visszatér a táborba, hogy megszerezze a banda pénzét. Micah mindkét esetben rajtaüt Arthur-on, ahogy mindkét alkalommal Dutch közbelép a harcukba. Arthur meggyőzi Dutch-ot, hogy hagyja ott Micah-t és távozzon. Ha a játékos magas honort ért el, Arthur a sérülései és betegsége következtében a napfelkeltét nézve elhuny; ha alacsony a honor szint, Micah kivégzi őt.
Nyolc évvel később, 1907-ben, John és családja próbálnak tisztességes életet élni. Egy farmon találnak munkát, ahol John megmutatja a harci tapasztalatait azon banditák ellen, akik fenyegetik a farmot. Abigail úgy érzi, hogy John nem hajlandó feladni régi életmódját, ezért elhagyja őt Jack-kel. John kölcsönt vesz fel a banktól, hogy megvásároljon egy telket. Unclellel, Sadie-vel és Charles-szal dolgozik az új otthonuk felépítésén, és már egy megépült farmmal várja haza feleségét és gyermekét, ráadásul John meg is kéri Abigal kezét Blackwaterben. Miután megtudják, hogy Micah életben van és saját bandát alapított, John, Sadie és Charles megtámadják a táborát. Ott találják Dutch-ot, aki egy feszült szóváltás után lelövi Micah-t, majd csendben távozik, hátrahagyva a pénzt amivel John visszavezetheti az adósságát. John és Abigail összeházasodnak, és új életet kezdenek a farmjukon Jack-kel és Unclellel, miközben Sadie és Charles más célok felé veszik az irányt.
A stáblistás jelenetben megtudjuk, hogy Edgar Ross nyomoz Micah gyilkosának felkutatásán, ami végül John farmjára vezet, előrevetítve a Red Dead Redemption eseményeit.
|  | Itt a vége a cselekmény részletezésének! |

### Karakterek
| Karakter            | Színész                             | Megjegyzés |
| ------------------- | ----------------------------------- | --- |
| Arthur Morgan       | Roger Clark                         | A játék főhőse. |
| Dutch van der Linde | Benjamin Byron Davis                | A Van der Linde banda vezére.                                                                                        |
| John Marston        | Rob Wiethoff                        | A Red Dead Redemption első részének főhőse, a banda tagja.                                                           |
| Abigail Roberts     | Cali Elizabeth Moore                | John Marston párja, Jack Marston édesanyja.                                                                          |
| Bill Williamson     | Steve J. Palmer                     | A Van der Linde banda végrehajtója.                                                                                  |
| Charles Smith       | Noshir Dalal                        | A Van der Linde banda vadásza.                                                                                       |
| Hosea Matthews      | Curzon Dobell                       | A Van der Linde banda társalapítója és második embere.                                                               |
| Jack Marston        | Marissa Buccianti és Ted Sutherland | John Marston és Abigal Roberts gyermeke.                                                                             |
| Javier Escuella     | Gabriel Sloyer                      | Fegyverforgató a Van der Linde bandában.                                                                             |
| Josiah Trelawny     | Stephen Gevedon                     | Szélhámos és a Van der Linde banda társult tagja.                                                                    |
| Karen Jones         | Jo Armeniox                         | Tolvaj és fegyverforgató nő a Van der Linde bandában.                                                                |
| Kieran Duffy        | Pico Alexander                      | Eredetileg az O'Driscoll banda tagja. Később átáll a Dutch bandájához.                                               |
| Lenny Summers       | Harron Atkins                       | A Van der Linde legfiatalabb tagja, fegyverforgató.                                                                  |
| Leopold Strauss     | Howard Pinhasik                     | A Van der Linde banda könyvelője.                                                                                    |
| Mary-Beth Gaskill   | Samantha Strelitz                   | Fiatal zsebtolvaj hölgy, a Van der Linde banda tagja.                                                                |
| Micah Bell          | Peter Blomquist                     | Fegyverforgató és bérgyilkos a Van der Linde bandában.                                                               |
| Molly O’Shea        | Penny O'Brien                       | A Van der Linde banda tagja és Dutch Van der Linde barátnője.                                                        |
| Mr. Pearson         | Jim Santangeli                      | A Van der Linde banda szakácsa.                                                                                      |
| Reverend Swanson    | Sean Haberle                        | A Van der Linde banda tagja.                                                                                         |
| Sadie Adler         | Alex McKenna                        | Fejvadász, akit a játék első fejezetében megment a Van der Linde banda, miután az O'Driscolls meggyilkolja a férjét. |
| Sean MacGuire       | Michael Mellamphy                   | A Van der Linde fegyverforgatója.                                                                                    |
| Susan Grimshaw      | Kaili Vernoff                       | A Van der Linde banda intézője és anyafigurája.                                                                      |
| Tilly Jackson       | Meeya Davis-Glover                  | A Van der Linde banda egyik hölgy tagja.                                                                             |
| Uncle               | John O'Creagh és James McBride      | A Van der Linde banda rangidős tagja.                                                                                |
| Eagle Flies         | Jeremiah Bitsui                     | Rains Fall, a Wapiti indiánok vezérének fia.                                                                         |
| Rains Fall          | Graham Greene                       | A Wapiti indiánok vezére és Eagle Flies apja.                                                                        |
| Angelo Bronte       | Jim Pirri                           | Gazdag olasz üzletember és maffia főnök Saint Denis-ből.                                                             |
| Leviticus Cornwall  | John Rue                            | Gazdag férfi, aki több vállalkozásért is felelős.                                                                    |

## Fejlesztés
A Red Dead Redemption 2 előzetes munkálatai nem sokkal az eredeti játék, a Red Dead Redemption 2010-es megjelenése után elkezdődtek. A játékon körülbelül 1600 fős csapat dolgozott több éven keresztül, összesen pedig nagyjából 2000 ember. A fejlesztés megkönnyítése érdekében a Rockstar az összes stúdióját egyetlen nagy csapattá vonta össze. Elemzői becslések szerint a játék fejlesztési és marketingköltsége együttesen 370 és 540 millió amerikai dollár között mozogtak, ezzel a valaha készült egyik legdrágább videojátékká téve az alkotást. A Rockstar kreatív alelnöke, Dan Houser filmekből és irodalmi művekből merített ihletet a történet megírásához, de szándékosan kerülte a kortárs alkotásokat, hogy elkerülje a plágium vádját. A csapatot nem konkrét filmek vagy művészeti alkotások inspirálták, hanem valódi helyszínek. Arra törekedtek, hogy a korszak hű ábrázolását adják, beleértve az embereket és a környezetet: a lakosok között éles kontraszt figyelhető meg a gazdagok és szegények között, míg a helyszínek a civilizáció és a vadon közötti különbségeket hangsúlyozták.
A Red Dead Redemption 2 szinkronfelvételei 2013-ban kezdődtek. A Rockstar célja az volt, hogy a Van der Linde banda tagjai változatos és egyedi karakterek legyenek. A forgatókönyvírók különös figyelmet fordítottak minden egyes szereplő egyéni történetére, bemutatva életüket a banda előtt és azt, hogy miért maradtak a csapatban. A fejlesztés során több karaktert is kivágtak a játékból, mivel személyiségük nem tett hozzá érdemben a történethez. A színészek olykor rögtönöztek néhány sort, de nagyrészt hűek maradtak a forgatókönyvhöz. A csapat úgy döntött, hogy a játékos ezúttal egyetlen karaktert irányít majd, szemben a Grand Theft Auto V három főhősével. Ezzel lehetővé tették, hogy a játékos mélyebben megismerje Arthur Morgant, és személyesebb módon élje át a történet eseményeit. Úgy vélték, hogy egy western műfajú történet számára egyetlen főszereplő jobban illeszkedik a narratív struktúrába.
A Rockstar Games először 2016. október 16–17-én kezdte el teaselni a Red Dead Redemption 2-t, hogy aztán 2016. október 18-án hivatalosan is bejelentsék. Eredetileg 2017 második felére tervezték a megjelenést, ám végül egy év késéssel, 2018. október 26-án került a boltok polcaira. A játék kezdetben Xbox One és PlayStation 4 konzolokra jelent meg. Kicsivel több mint egy évvel később, 2019. november 5-én jelent meg Windowsra.

## Red Dead Online
A Grand Theft Auto Online mására jelent meg több hónapos bétatesztelés után 2019 májusában PlayStation 4-re és Xbox One-ra, majd 2019 novemberében Windowsra és Stadiára. A játék önálló verziója 2020 decemberében vált elérhetővé.

## Fogadtatás
A Red Dead Redemption 2 "egyetemes elismerést" kapott a kritikusoktól, a Metacritic értékelő oldal szerint.
| Összegzőoldal | Értékelés |
| ------------- | --------- |
| Metacritic    | 97/100    |

| Szerző        | Értékelés |
| ------------- | --------- |
| Destructoid   | 9,5/10    |
| Edge          | 10/10     |
| EGM           | 10/10     |
| Game Informer | 10/10     |
| GameSpot      | 9/10      |
| GamesRadar+   | 5/5       |
| Giant Bomb    | 5/5       |
| IGN           | 10/10     |
| USgamer       | 4.5/5     |

Matt Bertz a Game Informer-től a játékot "a legnagyobb és legkoherensebb kalandnak" nevezte, amit a Rockstar Games valaha is létrehozott.
A GamesRadar-os David Meikleham úgy érezte, hogy a játék "a jelenlegi csúcspontját képviseli a videojáték-tervezésnek".
Keza MacDonald a The Guardian újságírója "történelmi jelentőségű játéknak" és "új mérföldkőnek" nevezte, amely "az élethű videojáték-világok új csúcspontját" jelenti.
Az IGN szerkesztője, Luke Reilly a modern korszak egyik legnagyobb alkotásának nevezte a játékot.
Peter Suderman, a The New York Times írója, a Red Dead Redemption 2-t a videojátékok művészeti alkotásként való példájának tekintette. A játék képességeit, hogy "egyéni történeteket mesél el a nemzeti és kulturális identitás hátteréről, miközben dekonstruálja műfajt és előre viszi a formáját", a filmek és televíziók jelenlegi állapotához hasonlította, példaként említve olyan alkotásokat, mint a Keresztapa és a Maffiózók.
A játékot mind a kritikusok, mind a játékosok kiemelkedő alkotásnak tekintik, ezt mutatják a kritikai pontszámok is, amelyek a világ valaha volt egyik legjobb alkotásává emelik a játékot.

## Díjak, elismerések
| Év   | Díj                               | Kategória                                                        | Eredmények |
| ---- | --------------------------------- | ---------------------------------------------------------------- | ---------- |
| 2016 | The Game Awards                   | Legjobban várt játék                                             | Jelölve    |
| 2017 | The Game Awards                   | Legjobban várt játék                                             | Jelölve    |
| 2018 | The Game Awards                   | Legjobb hangdizájn                                               | Elnyerte   |
| 2018 | The Game Awards                   | Legjobb történet                                                 | Elnyerte   |
| 2018 | The Game Awards                   | Legjobb alakítás (Roger Clark)                                   | Elnyerte   |
| 2018 | The Game Awards                   | Legjobb eredeti zene                                             | Elnyerte   |
| 2018 | The Game Awards                   | Az év játéka                                                     | Jelölve    |
| 2018 | The Game Awards                   | Legjobb akció/kaland játék                                       | Jelölve    |
| 2018 | The Game Awards                   | Legjobb vizuális élmény                                          | Jelölve    |
| 2018 | Golden Joystick Awards            | Kritikusok díja                                                  | Elnyerte   |
| 2018 | Golden Joystick Awards            | Az év játéka                                                     | Jelölve    |
| 2018 | Gamers' Choice Awards             | A rajongók kedvenc őszi megjelenése                              | Elnyerte   |
| 2018 | Gamers' Choice Awards             | Az év játékos pillanata                                          | Jelölve    |
| 2018 | Titanium Awards                   | Az év játéka                                                     | Elnyerte   |
| 2018 | Titanium Awards                   | Legjobb játéktervezés                                            | Elnyerte   |
| 2018 | Titanium Awards                   | Legjobb eredeti zene                                             | Elnyerte   |
| 2018 | Titanium Awards                   | Legjobb kalandjáték                                              | Jelölve    |
| 2018 | Titanium Awards                   | Legjobb vizuális dizájn                                          | Jelölve    |
| 2018 | Titanium Awards                   | Legjobb történetvezetés                                          | Jelölve    |
| 2019 | New York Game Awards              | Herman Melville-díj a legjobb alkotásnak                         | Elnyerte   |
| 2019 | New York Game Awards              | Szabadság-szobor díj a legjobb játékvilágért                     | Elnyerte   |
| 2019 | New York Game Awards              | Big Apple-díj az év legjobb játékának                            | Jelölve    |
| 2019 | New York Game Awards              | Great White Way-díj a legjobb alakításért (Roger Clark)          | Jelölve    |
| 2019 | New York Game Awards              | Great White Way-díj a legjobb alakításért (Cali Elizabeth Moore) | Jelölve    |
| 2019 | New York Game Awards              | Tin Pan Alley-díj a legjobb zenéért egy játékban                 | Jelölve    |
| 2019 | Guild of Music Supervisors Awards | Legjobb zenei válogatás egy videojátékban                        | Elnyerte   |
| 2019 | D.I.C.E. Awards                   | Kimagasló technikai teljesítmény                                 | Elnyerte   |
| 2019 | D.I.C.E. Awards                   | Az év játéka                                                     | Jelölve    |
| 2019 | D.I.C.E. Awards                   | Az év kalandjátéka                                               | Jelölve    |
| 2019 | D.I.C.E. Awards                   | Az év online játéka                                              | Jelölve    |
| 2019 | D.I.C.E. Awards                   | Kiemelkedő teljesítmény animációk terén                          | Jelölve    |
| 2019 | D.I.C.E. Awards                   | Kiemelkedő művészeti rendezés                                    | Jelölve    |
| 2019 | D.I.C.E. Awards                   | Kiemelkedő karakterábrázolás                                     | Jelölve    |
| 2019 | D.I.C.E. Awards                   | Kiemelkedő játéktervezés                                         | Jelölve    |
| 2019 | SXSW Gaming Awards                | Kiemelkedő hangeffektek                                          | Elnyerte   |
| 2019 | SXSW Gaming Awards                | Kiemelkedő technikai teljesítmény                                | Elnyerte   |
| 2019 | SXSW Gaming Awards                | Az év felkapott játéka                                           | Elnyerte   |
| 2019 | SXSW Gaming Awards                | Az év játéka                                                     | Jelölve    |
| 2019 | SXSW Gaming Awards                | Kiemelkedő animáció                                              | Jelölve    |
| 2019 | SXSW Gaming Awards                | Kiemelkedő dizájn                                                | Jelölve    |
| 2019 | SXSW Gaming Awards                | Kiemelkedő zenei aláfestés                                       | Jelölve    |
| 2019 | SXSW Gaming Awards                | Kiemelkedő vizuális dizájn                                       | Jelölve    |
| 2019 | Game Developers Choice Awards     | Legjobb technológia                                              | Elnyerte   |
| 2019 | Game Developers Choice Awards     | Az év játéka                                                     | Jelölve    |
| 2019 | Game Developers Choice Awards     | Legjobb audió                                                    | Jelölve    |
| 2019 | Game Developers Choice Awards     | Legjobb dizájn                                                   | Jelölve    |
| 2019 | Game Developers Choice Awards     | Legjobb történet                                                 | Jelölve    |
| 2019 | Game Developers Choice Awards     | Legjobb vizuális alkotás                                         | Jelölve    |
| 2019 | Game Developers Choice Awards     | Innovációs Díj                                                   | Jelölve    |
| 2019 | Game Audio Network Guild Awards   | G.A.N.G. / MAGFEST közönségdíj                                   | Jelölve    |
| 2019 | British Academy Games Awards      | Legjobb alakítás (Roger Clark)                                   | Jelölve    |
| 2019 | British Academy Games Awards      | Legjobb játék                                                    | Jelölve    |
| 2019 | British Academy Games Awards      | Legjobb művészeti teljesítmény                                   | Jelölve    |
| 2019 | British Academy Games Awards      | Legjobb hangteljesítmény                                         | Jelölve    |
| 2019 | British Academy Games Awards      | Legjobb brit játék                                               | Jelölve    |
| 2019 | British Academy Games Awards      | Legjobb történet                                                 | Jelölve    |
| 2019 | British Academy Games Awards      | Legjobb alakítás (Roger Clark)                                   | Jelölve    |
| 2019 | Italian Video Game Awards         | Az év játéka                                                     | Elnyerte   |
| 2019 | Italian Video Game Awards         | Legjobb vizuális élmény                                          | Elnyerte   |
| 2019 | Italian Video Game Awards         | Legjobb audió                                                    | Elnyerte   |
| 2019 | Italian Video Game Awards         | Legjobb karakter                                                 | Jelölve    |
| 2019 | Italian Video Game Awards         | Legjobb játékdizájn                                              | Jelölve    |
| 2019 | Italian Video Game Awards         | Legjobb történet                                                 | Jelölve    |
| 2019 | Italian Video Game Awards         | Közönségdíj                                                      | Jelölve    |
| 2019 | Dragon Awards                     | Legjobb sci-fi vagy fantasy PC / konzolos játék                  | Elnyerte   |
| 2019 | Japan Game Awards                 | Globális díj a legjobb külföldi címnek                           | Elnyerte   |
| 2019 | Golden Joystick Awards            | Legjobb multiplayer játék                                        | Jelölve    |
| 2019 | Hollywood Music in Media Awards   | Legjobb zenei album                                              | Elnyerte   |
| 2019 | Hollywood Music in Media Awards   | Legjobb zene                                                     | Jelölve    |
| 2021 | The Steam Awards                  | Az év játéka                                                     | Elnyerte   |
| 2021 | The Steam Awards                  | Kiemelkedő történetgazdag játék                                  | Elnyerte   |
| 2024 | The Steam Awards                  | Szívügy Díj                                                      | Elnyerte   |

## Fordítás
Ez a szócikk részben vagy egészben  a   Red_Dead_Redemption_2 című angol Wikipédia-szócikk ezen változatának fordításán alapul.  Az eredeti cikk szerkesztőit annak laptörténete sorolja fel. Ez a jelzés csupán a megfogalmazás eredetét és a szerzői jogokat jelzi, nem szolgál a cikkben szereplő információk forrásmegjelöléseként.